# Fortificazioni austriache al confine italiano

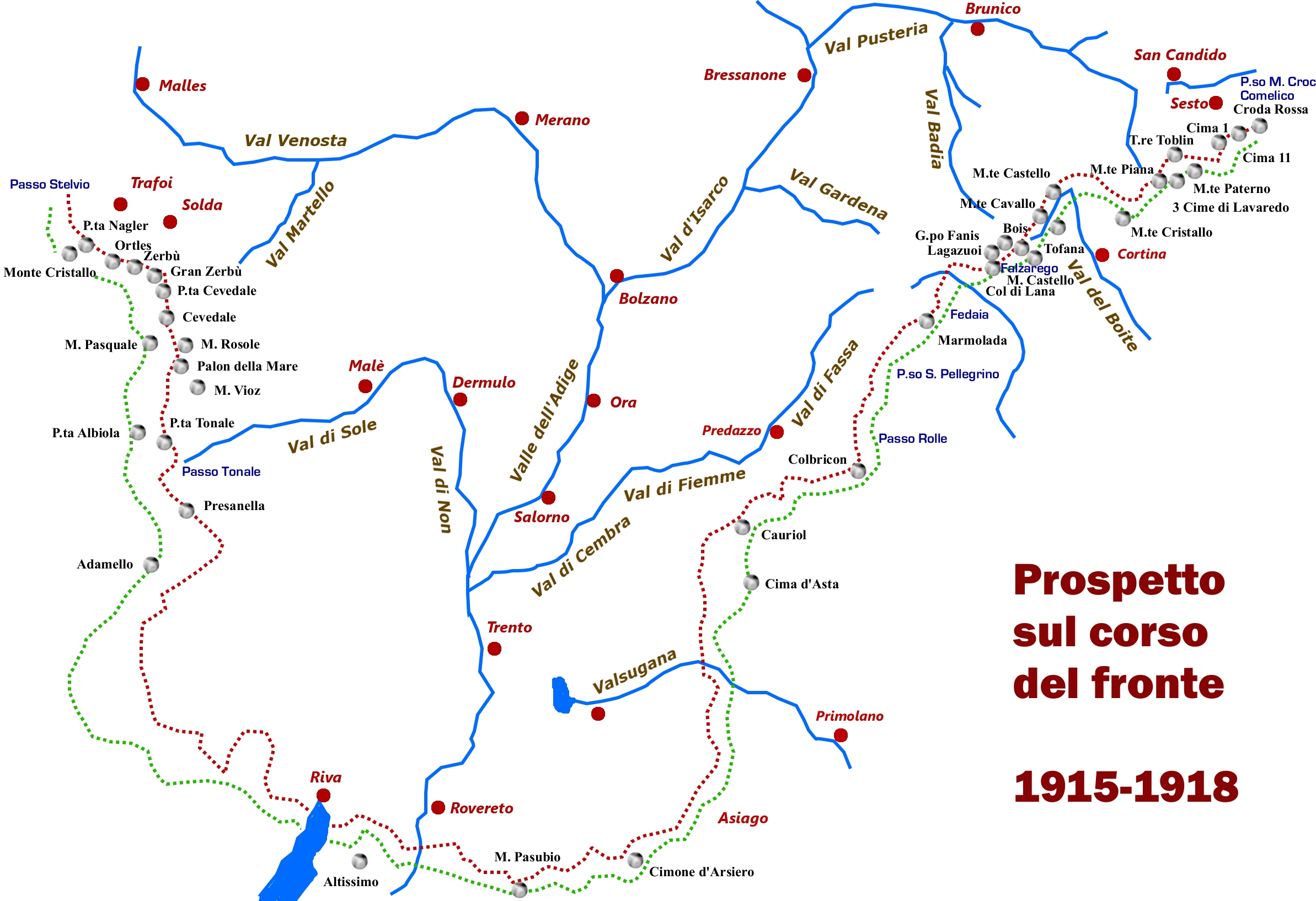
Schema del fronte 1915-1918

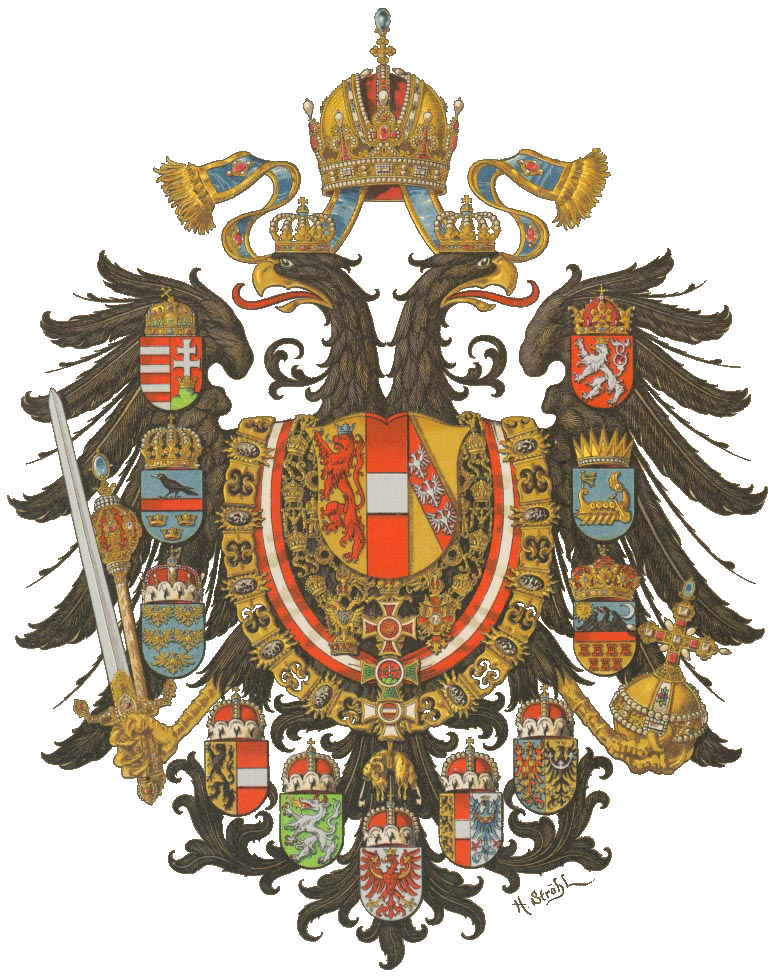
Lo stemma dell'Impero austro-ungarico

Il sistema di fortificazioni austriache al confine italiano fu un complesso di forti, sbarramenti (Sperren), tagliate stradali, casematte, accampamenti che furono costruiti per la difesa del confine tra l'Impero austro-ungarico e il Regno d'Italia.
Queste fortificazioni furono costruite all'interno di un ampio arco di tempo, dal 1838-1840, quando furono costruiti il forte di Fortezza e il forte Nauders, fino al forte Pozzacchio, che nel 1915, all'ingresso dell'Italia nella prima guerra mondiale, non era ancora ultimato.
L'interno complesso era suddiviso in Rayon: 
- Rayon I Tirol (Tirolo): dall'Ortles fino al monte Peralba, suddiviso in 5 subrayon
- Rayon II Kärnten (Carinzia): dal monte Peralba all'Isonzo, suddiviso in 4 subrayon

## Rayon I Tirol

### Sbarramento Passo dello Stelvio

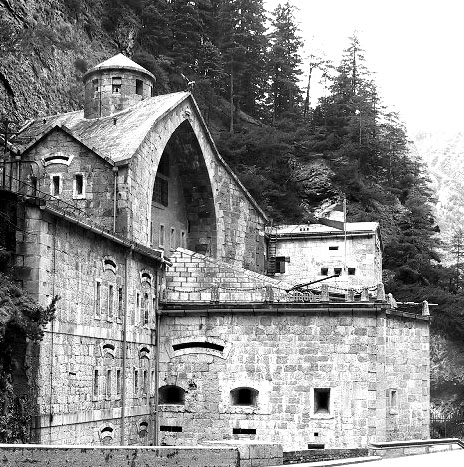
Il Forte Nauders

Lo "Sbarramento Passo dello Stelvio" faceva parte del Subrayon I, comprendente il Forte Gomagoi, il Forte Kleinboden, il Forte Weisser Knott e le fortificazioni del Goldsee, che si trovavano lungo la strada che dal passo scende lungo la valle del Trafoi.
In una posizione più arretrata si trovava il Forte Nauders, oltre il passo Resia, ancora adesso in territorio austriaco, posto a protezione in seconda linea della valle dell'Inn, che porta nel Tirolo.

### Sbarramento Tonale
A sud del gruppo dell'Ortles e a est del passo del Tonale si trovavano diverse fortificazioni appartenenti al Subrayon II: il Forte Barba di Fiori (anche detto Forte Pejo), il Forte Mero, il Forte Presanella (anche chiamato Forte Pozzi Alti), il Forte Saccarana (anche chiamato Forte Zaccarano o Forte Tonale) e il Forte Strino, collegato attraverso una scalinata con il Forte Velon (anche detto Forte Vermiglio).

### Sbarramento di Lardaro
Nelle Giudicarie, a sud del gruppo dell'Adamello-Presanella, si trovava lo "Sbarramento di Lardaro" (Subrayon III), costituito da Forte Ampola, Forte Cariola (anche detto Forte Por), Forte Corno, Forte Danzolino, Forte Larino e Forte Revegler.

### Fortezza Riva

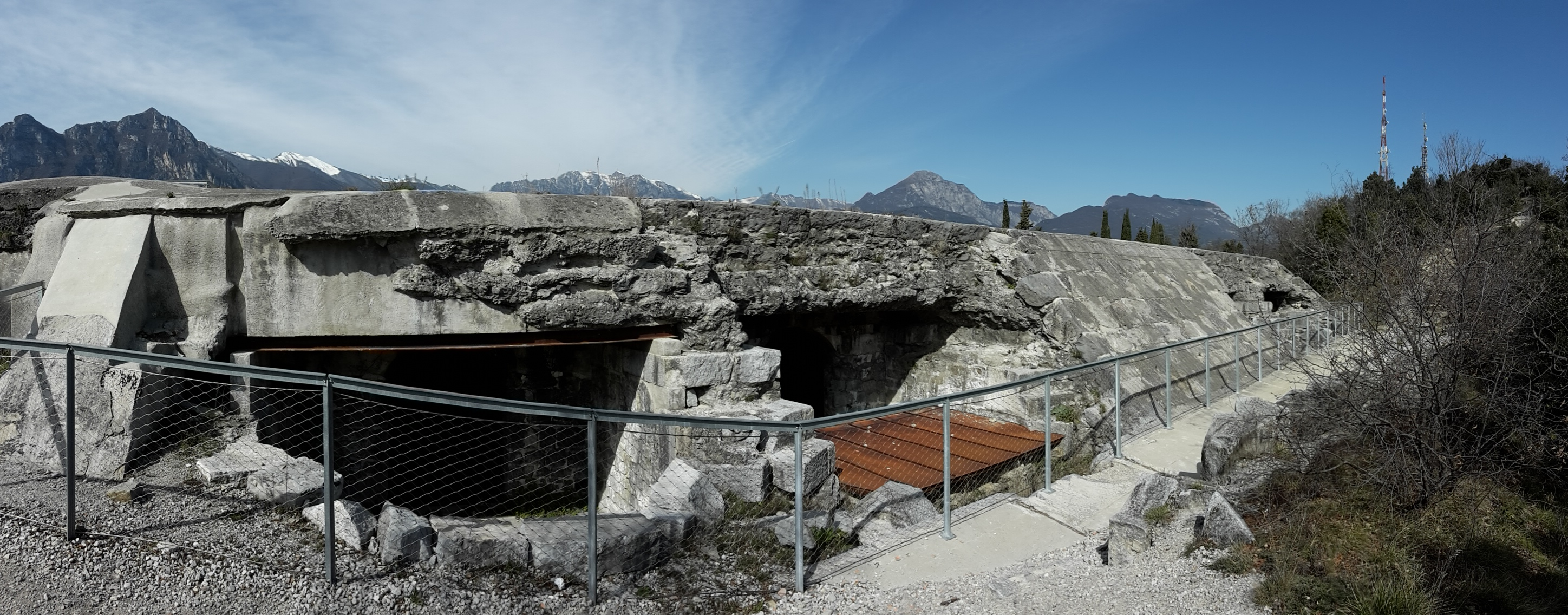
Viste della batteria del monte Brione

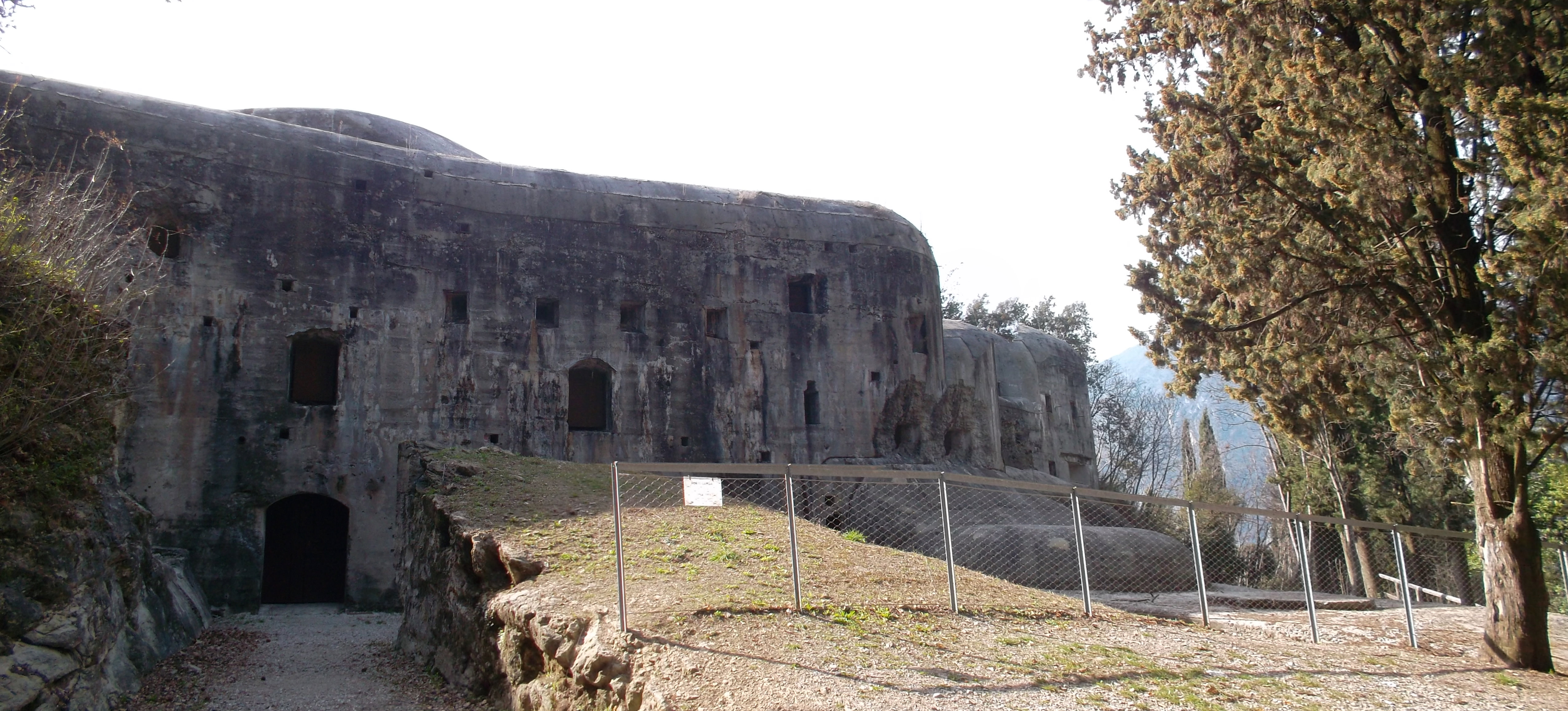
Il Forte Garda

La fortezza di Riva del Garda apparteneva sempre al subrayon III, con il suo sistema di fortificazioni. Questo sbarramento aveva il compito di fermare un'eventuale avanzata dalla val di Ledro e dalla val d'Ampola, in modo da evitare la penetrazione di un fronte a Trento e quindi nella valle dell'Adige.
La fortezza Riva era formata da alcune fortificazioni:
- Forte San Nicolò
- le batterie di monte Brione: Mittelbatterie e Nordbatterie monte Brione
- Forte di Nago
- tagliata del Ponale
- batteria Bellavista
- Forte Garda
- Forte Sant'Alessandro (o Nordbatterie o Campedell)
- Forte Tombio

### Fortezza Trento

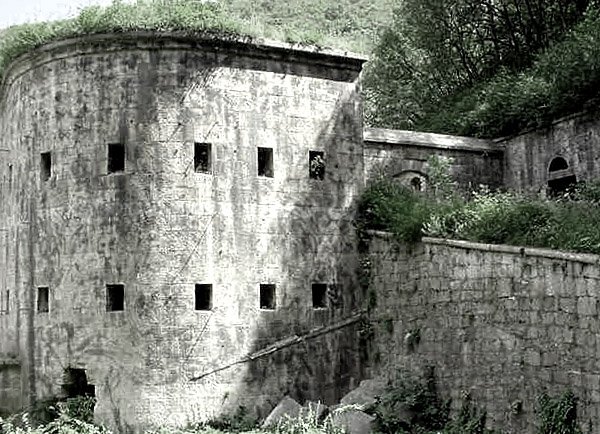
La tagliata stradale Bus de Vela, presso Trento

La Fortezza di Trento (Festung Trient) era un sistema di fortificazioni posto alla difesa della città di Trento; anch'esso apparteneva al Subrayon III.
La fortezza era posta in posizione arretrata. Più a sud, infatti, erano posti altri sistemi difensivi, come a Mantova, Legnago, il sistema difensivo di Verona, e infine a Peschiera. Nonostante tutti questi sbarramenti, fu comunque deciso di costruire questo sistema di fortificazioni. I forti erano posti lungo la valle dell'Adige, ma anche all'inizio della Valsugana.
I forti principali erano: tagliata stradale Bus de Vela, Forte Casara, batteria Cimirlo, complesso fortificato di Civezzano, batteria Doss Fornas, Forte Doss di Sponde, batteria Martignano, Forte Romagnano, complesso fortificato di Mattarello, Forte Rocchetta, Forte San Rocco, batteria Roncogno. Inoltre c'erano la batteria Candriai, alcune postazioni sul monte Celva e la Blockhaus Mandolin.
In Valsugana erano invece presenti: batteria Brusafer, Forte Col de le Bene (o Forte San Biagio), Forte Busa Grande, Forte Tenna.

### Sbarramento Val di Non
Questo sbarramento era posto all'inizio della val di Non; anch'esso apparteneva al subrayon III.
Principalmente era composto dalla tagliata stradale del Forte Rocchetta, posto poco più a nord del paese di Mezzolombardo, in località Castelletto.

### Sbarramento Adige-Vallarsa
Anche questo sbarramento rientrava a far parte del Subrayon III ed era dislocato nella Vallarsa.
Faceva parte di questo sbarramento l'incompiuto Forte Pozzacchio (o Forte Valmorbia). Altri progetti furono Forte Matassone, Forte Coni Zugna, Forte Cornale e Forte Vignola.

### Fortezze degli Altipiani di Folgaria e Lavarone
Questo complesso di fortificazioni aveva il compito di difendere le città di Trento e di Rovereto dalle posizioni strategiche italiane dell'Altopiano dei Sette Comuni, della Valdastico e della Valsugana.
Principalmente questo sbarramento era formato da sette fortificazioni moderne, suddivise in due gruppi: Gruppo Folgaria e Gruppo Lavarone.
I forti italiani antagonisti di questi due gruppi erano i seguenti: il Forte Verena, il Forte Campomolon, il Forte Campolongo, il forte Corbin, il Forte Casa Ratti, il Forte Interrotto. In Valsugana, poi, c'erano il Forte Lisser, il Forte Coldarco, il Forte Leone di Cima Campo, il Forte Tagliata della Scala e il Forte Tagliata delle Fontanelle di Primolano e gli appostamenti di Cima di Lan.

#### Gruppo Folgaria

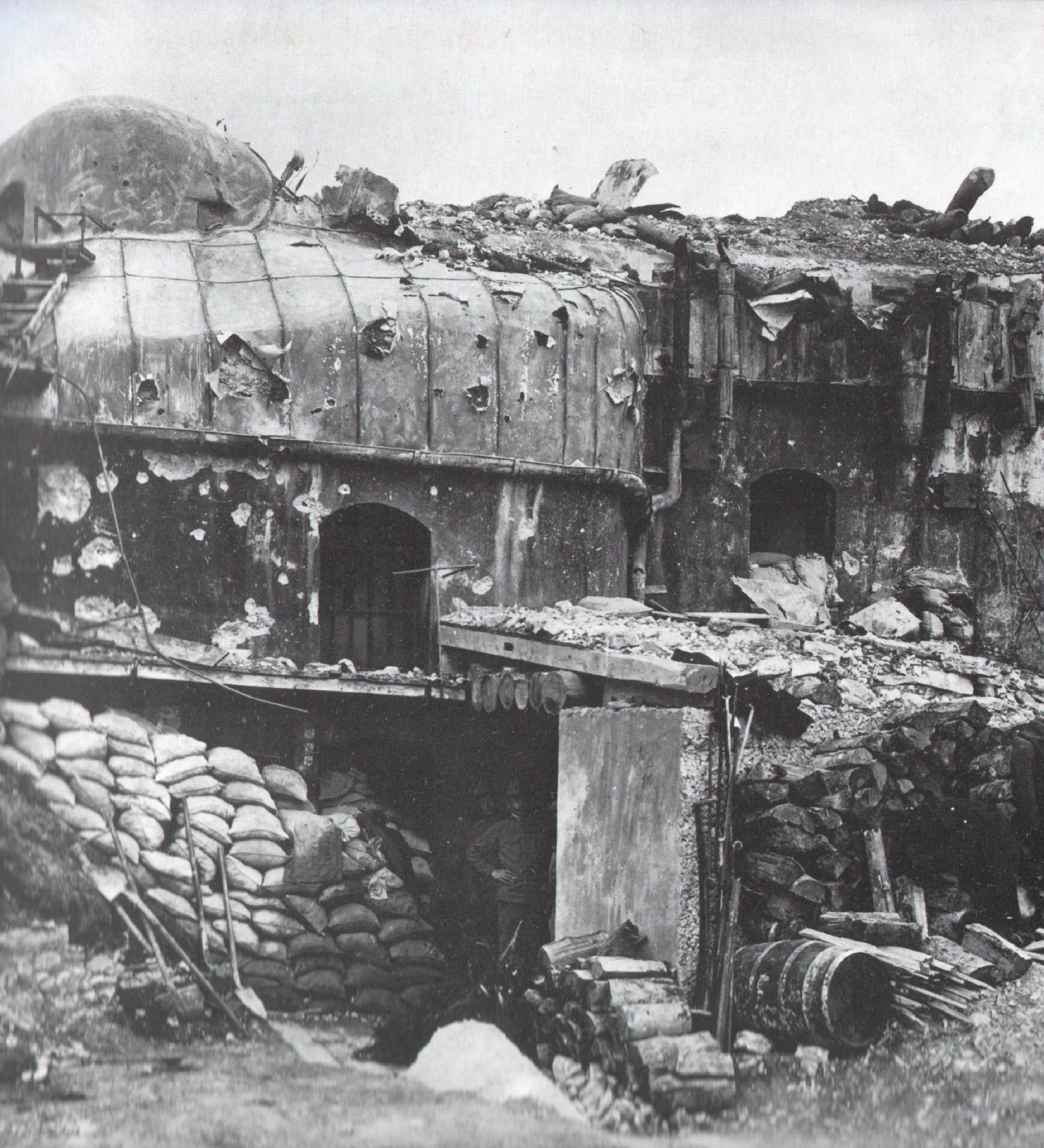
Una foto del Forte Sommo Alto

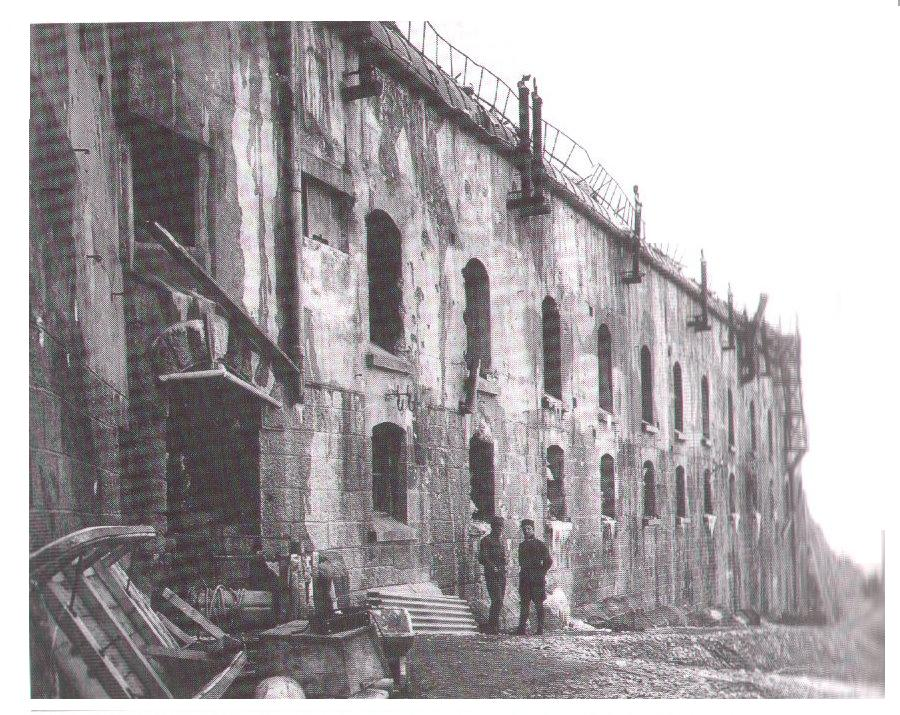
Il Forte San Sebastiano (o Forte Cherle) nel 1915

Il gruppo di Folgaria (in tedesco Vielgereuth) era composto da:
- Forte Dosso del Sommo (o Forte di Serrada)[12]
- Forte Sommo Alto[13]
- Forte San Sebastiano (o Forte Cherle)[14]

#### Gruppo Lavarone

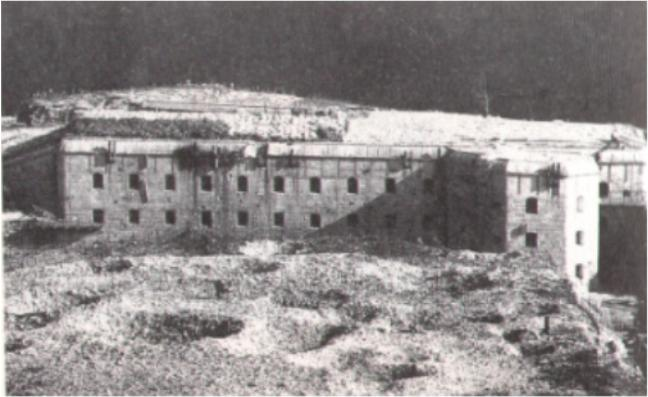
Il Forte Belvedere Gschwent

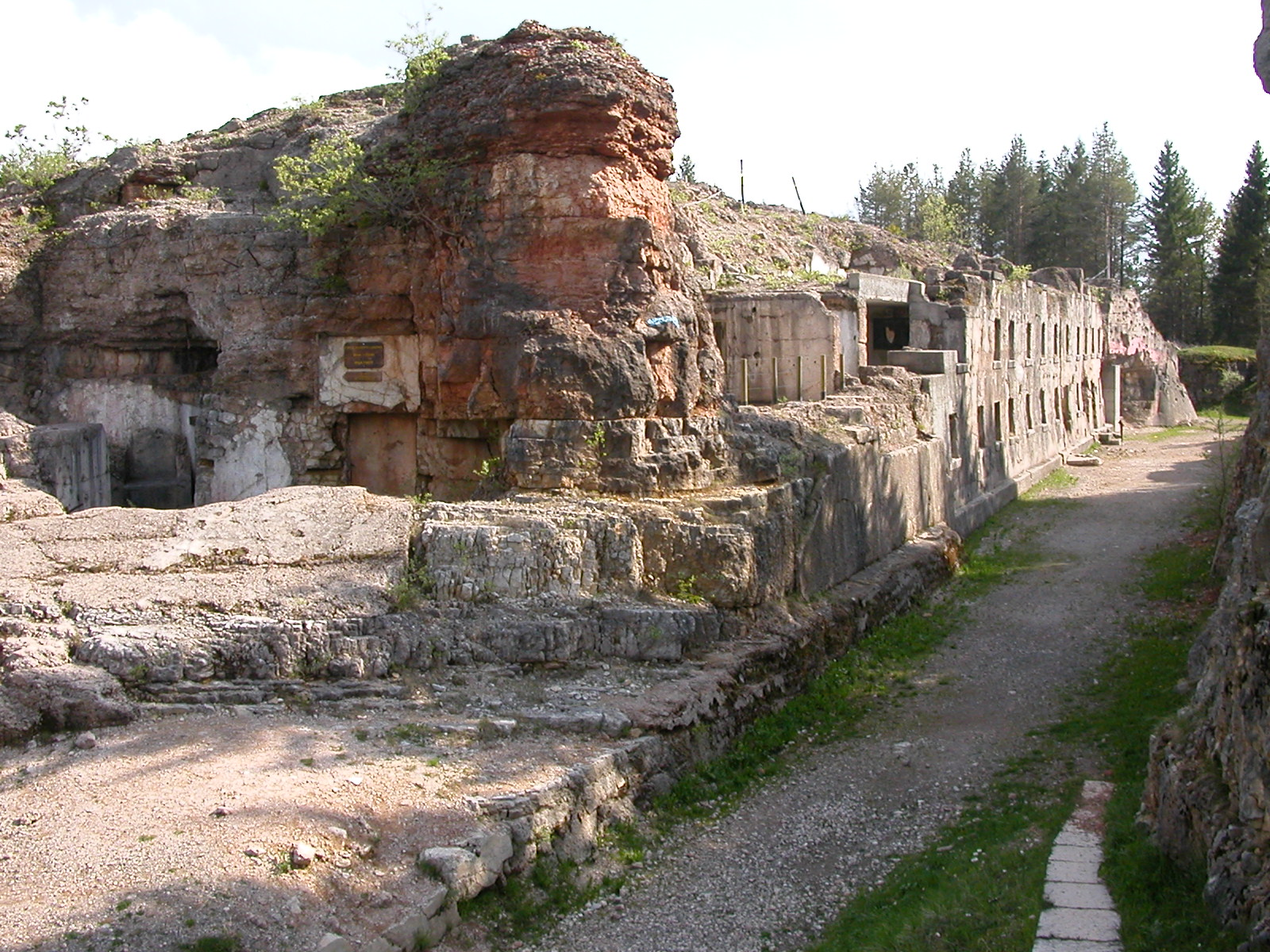
Forte Campo Luserna nel 2003

Il Gruppo Lavarone (in tedesco Lafraun) era composto da:
- Forte Belvedere Gschwent
- Forte Campo Luserna (o Werk Lusern)[15]
- Forte Verle (saltuariamente anche chiamato Forte Rocca Alta o Forte di Busa di Verle)[16]
- Forte Vezzena[17]
- Osservatorio sul monte Rust (o monte Horst)[18]
- Comando austro-ungarico di Virti[19]

### Sbarramento Passo Rolle
Questo sbarramento sorgeva nella zona che si apre discendendo dal passo Rolle, quindi Paneveggio (Predazzo), la val di Fassa, la val di Fiemme e il passo San Pellegrino. Questo sbarramento apparteneva al Subrayon IV.
Appartenevano a questo sbarramento il sottosbarramento di Paneveggio, con il Forte Dossaccio e il Forte Buso (anche noto come Forte Albuso).
In posizione più arretrata si trovava il sottosbarramento di Moena, con il Forte Someda (anche noto come Forte Moena), che però non fu mai coinvolto nei combattimenti.

### Sbarramento Livinallongo

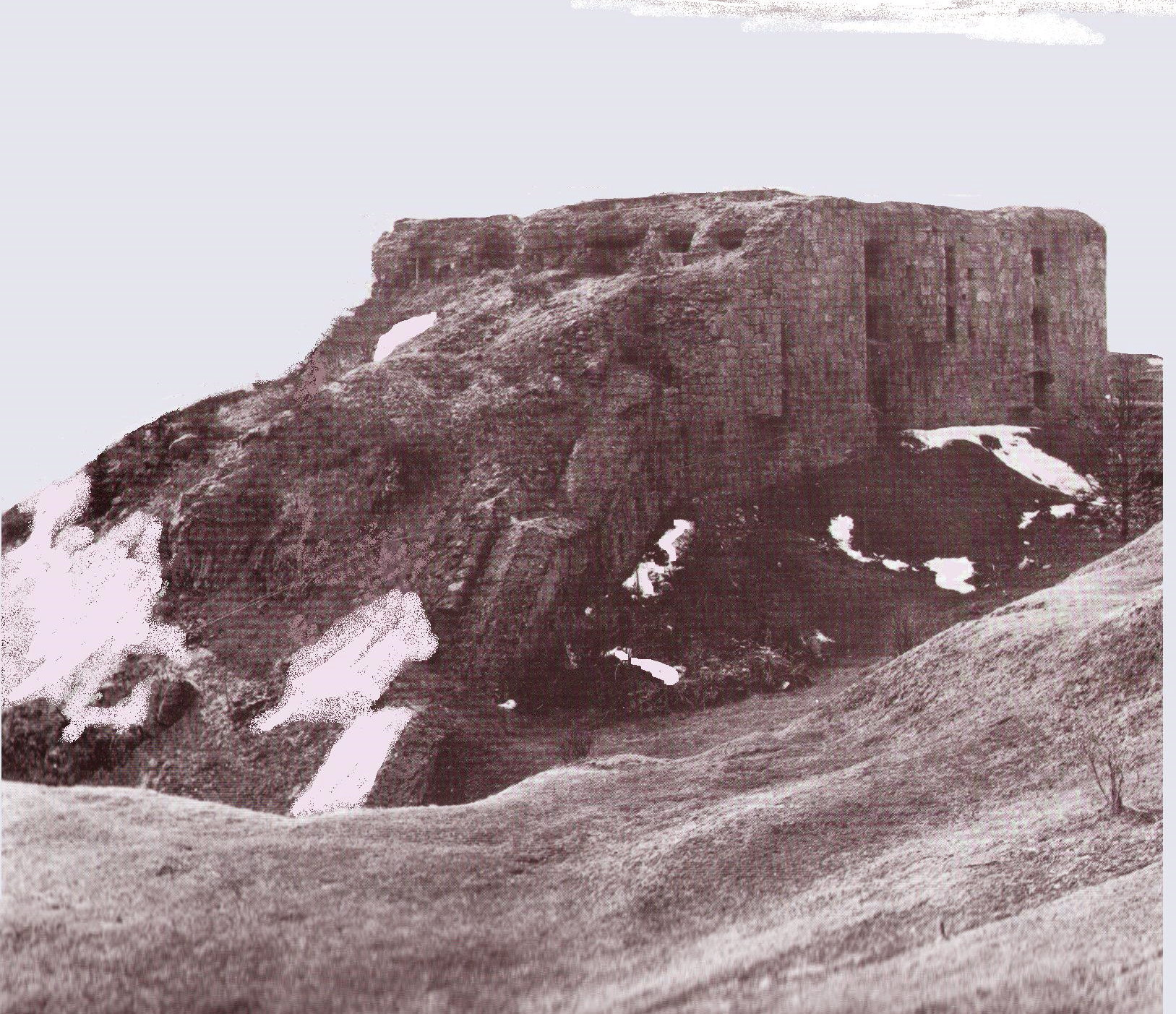
Forte Corte nel 1917

Lo sbarramento di Livinallongo (in tedesco Buchensteintal) apparteneva al Subrayon V.
Facevano parte di questo sbarramento solo due fortezze: Forte Corte e Forte Ruaz. Assieme andavano a chiudere la strada che da Alleghe porta a Canazei e al passo Pordoi, come anche a Corvara in val Badia.

### Sbarramento passo Valparola
Questo sbarramento era posto tra il passo Falzarego e il passo Valparola, a protezione dell'accesso alla val Badia per San Vigilio di Marebbe. Questo sbarramento apparteneva al Subrayon V.
Facevano parte di questo sbarramento il Forte Tre Sassi, ma anche postazioni facenti parte dell'Forte Sasso di Stria (in tedesco Hexenstein) e sul Piccolo Lagazuoi.

### Sbarramento Ampezzo

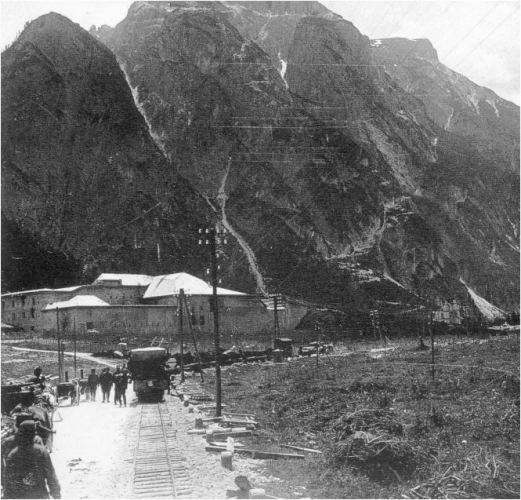
Il treno della ferrovia delle Dolomiti presso il Forte di Landro

Questo sbarramento era posto lungo la valle di Landro, sulla strada che da Cortina d'Ampezzo porta a Dobbiaco; era quindi posto a protezione della val Pusteria. Anche questo sbarramento faceva parte del Subrayon V.
Facevano parte di questo sbarramento il Forte Prato Piazza e il Forte di Landro.

### Sbarramento Sesto/Sexten
Questo sbarramento era posto a valle del passo di Monte Croce di Comelico, presso il paese di Sesto di Pusteria. Anche le opere di questo sbarramento facevano parte del Subrayon V.
Facevano parte di questo sbarramento il Forte Haideck e il Forte Mitterberg.

## Rayon II Kärnten

### Sbarramento di Malborghetto
Lo "Sbarramento di Malborghetto" consisteva nel solo Forte Hensel "A" e "B"  nel villaggio di Malborghetto in Val Canale, andando a bloccare la strada Pontebbana verso Tarvisio e Villach in Carinzia.
Il Forte Hensel fa eccezione per quanto riguarda la sua denominazione, in quanto non prende il nome dal luogo dove è posto, ma da una persona: in questo caso si tratta del capitano Friedrich Hensel, che ivi morì eroicamente nel 1809, combattendo contro le truppe francesi.

## Forte di Fortezza

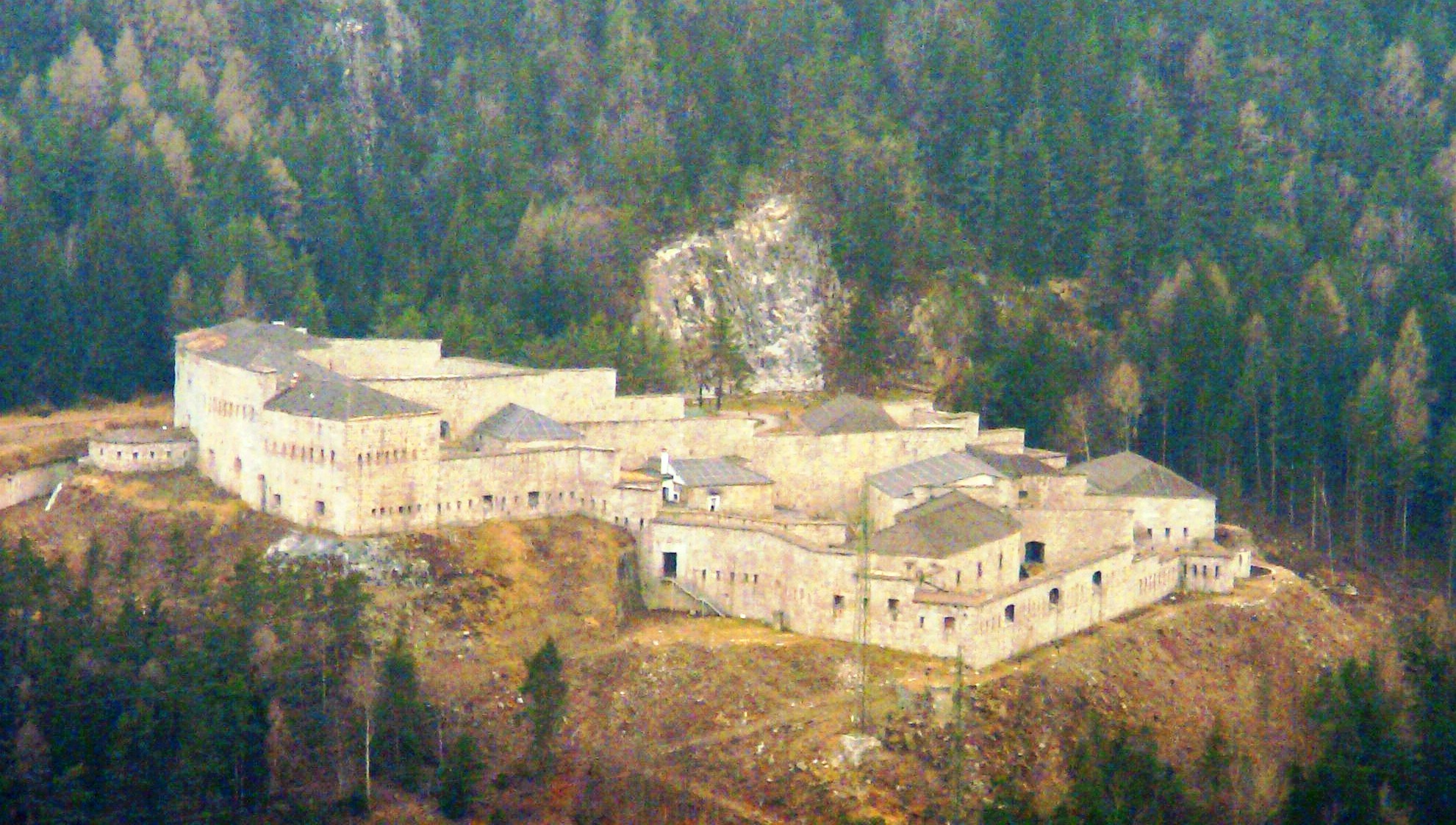
Il Forte Alto del Forte di Fortezza

Il Forte di Fortezza (tedesco Franzensfeste) era una delle prime fortificazioni costruite. Era posta alla stretta della val d'Isarco all'altezza di Fortezza.
Questa fortificazione non rientrava in nessuno degli sbarramenti, ma era posta da sola a tagliare la strada per il Brennero.